# Mauricio Romero Sellarés
Mauricio Romero Sellarés (Cali, 1 de agosto de 1979) es un exfutbolista colombiano. Jugaba de mediocampista mixto. Se desempeñó como presidente del América de Cali entre los años 2019 y 2023. Es nieto de Pedro Sellarés, quién también fue presidente del América de Cali entre 1956 y 1960, equipo con el que debutó en el profesionalismo colombiano. Sus inicios como futbolista fueron en la Escuela de Fútbol Carlos Sarmiento Lora.

## Clubes
| Club                  | País      | Año         |
| --------------------- | --------- | ----------- |
| América de Cali       | Colombia  | 1999 - 2002 |
| Once Caldas           | Colombia  | 2002        |
| América de Cali       | Colombia  | 2003 - 2004 |
| Deportivo Pasto       | Colombia  | 2005        |
| América de Cali       | Colombia  | 2005        |
| Deportes Quindío      | Colombia  | 2005        |
| América de Cali       | Colombia  | 2006        |
| Castellón             | España    | 2006        |
| Atlético Bucaramanga  | Colombia  | 2007        |
| Junior                | Colombia  | 2007        |
| Cúcuta Deportivo      | Colombia  | 2008        |
| Cienciano             | Perú      | 2009        |
| Deportes Quindío      | Colombia  | 2009 - 2010 |
| Estudiantes de Mérida | Venezuela | 2010        |
| Real Esppor Club      | Venezuela | 2011        |
| América de Cali       | Colombia  | 2012        |
| Orsomarso S. C.       | Colombia  | 2014 - 2017 |

## Palmarés

### Torneos nacionales
| Título               | Club            | País     | Año  |
| -------------------- | --------------- | -------- | ---- |
| Primera División     | América de Cali | Colombia | 2000 |
| Primera División     | América de Cali | Colombia | 2001 |
| Torneo Apertura      | América de Cali | Colombia | 2002 |
| Primera B (Apertura) | América de Cali | Colombia | 2012 |

### Copas internacionales
| Título          | Equipo (*)      | País     | Año  |
| --------------- | --------------- | -------- | ---- |
| Copa Merconorte | América de Cali | Colombia | 1999 |